# Baquba
Baquba este un oraș din Irak.